# Fortificações de Vauban
As Fortificações de Vauban consistem de 12 grupos de construções fortificadas em toda extensão oeste, norte e leste das fronteiras da França. Foram projetadas por Sébastien Le Prestre de Vauban, um grande arquiteto militar francês, especialista em poliorcética.
Foram incluídas como Patrimônio Mundial da UNESCO em 2008.
Várias outras fortificações foram projetadas por Vauban.

## Lista de fortificações
- Arras, Pas-de-Calais: cidadela

localização das fortificações

- Besançon, Doubs: cidadela, muralhas da cidade e o Forte Griffon
- Blaye-Cussac-Fort-Médoc, Gironde: cidadela de Blaye, muralhas da cidade, Forte Paté e Forte Médoc
- Briançon, Hautes-Alpes: muralhas da cidade, Redoute des Salettes, Fort des Trois-Têtes, Fort du Randouillet, ouvrage de la communication Y e a Ponte Asfeld
- Camaret-sur-Mer, Finistère: Tour dorée (lit. "Torre Dourada") também chamada de Tour Vauban
- Longwy, Meurthe-et-Moselle: ville neuve
- Mont-Dauphin, Hautes-Alpes: place forte
- Mont-Louis, Pyrénées-Orientales: cidadela e muralhas da cidade
- Neuf-Brisach, Haut-Rhin: ville neuve/Breisach (Alemanha): portões de Rhine
- Saint-Martin-de-Ré, Charente-Maritime: cidadela e muralhas da cidade
- Saint-Vaast-la-Hougue/Tatihou, Manche: torres de relógio
- Villefranche-de-Conflent, Pyrénées-Orientales: muralhas da cidade, Forte Libéria e Cova Bastera

Dois locais foram considerados e depois removidos da lista:
- Bazoches, Nièvre: castelo
- Belle-Île-en-Mer, Morbihan: cidadela e muralhas ao redor de Le Palais